# Bolesław Przybyszewski (muzykolog)

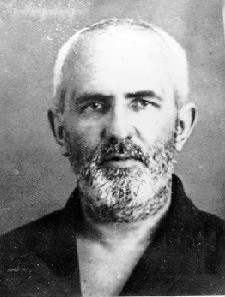
Bolesław Przybyszewski po aresztowaniu przez NKWD (1937)

Bolesław Przybyszewski (ros. Болеслав Станиславович Пшибышевский, ur. 22 lutego 1892 w Berlinie, zm. 21 sierpnia 1937 w Moskwie) – muzykolog i pedagog, w latach 1929–1931 dyrektor Konserwatorium Moskiewskiego, syn Stanisława Przybyszewskiego ze związku z Martą Foerder. Członek WKP(b) w latach 1920–1933.

## Życiorys
Po samobójczej śmierci matki 9 czerwca 1896 wychowywał się u rodziców ojca, naprzód w Łojewie, następnie w Wągrowcu (dwie młodsze siostry trafiły do sierocińca). Został formalnie usynowiony dopiero w 1905 r.
W 1912 r. wyjechał do Warszawy; uczył się gry na fortepianie i kompozycji. Podczas I wojny światowej jako poddany pruski został wywieziony w głąb Rosji do Orska. Tam ożenił się z Emilią Ottowną Niedecker, córką carskiego podpułkownika. Po rewolucji październikowej stał się komunistą. Wykładał na moskiewskim Komunistycznym Uniwersytecie Mniejszości Narodowych Zachodu im. Marchlewskiego. W 1929 mianowany został dyrektorem Konserwatorium Moskiewskiego.
W okresie jego dyrekcji 2 lutego 1931 Konserwatorium Moskiewskie zostało przemianowane na Wyższą Szkołę Muzyczną im. Feliksa Kona. Przybyszewski wykazał się gorliwością ideologiczną, forsował naukę przedmiotów polityczno-ekonomicznych ze szkodą dla właściwych celów uczelni. Po jego odejściu ze stanowiska Konserwatorium Moskiewskie już 16 października 1932 powróciło do tradycyjnej nazwy.
Oskarżony o homoseksualizm, został aresztowany i zesłany od grudnia 1933 do 7 stycznia 1936 na budowę Kanału Białomorsko-Bałtyckiego. Zaaresztowany ponownie 1 marca 1937 został skazany 21 sierpnia 1937 przez Kolegium Wojskowe Sądu Najwyższego ZSRR na karę śmierci pod zarzutem szpiegostwa i przygotowywania aktu terroru. Wyrok wykonano tego samego dnia. Skremowany na Cmentarzu Dońskim i tam pochowany anonimowo. Został zrehabilitowany 15 września 1956.
Jego żona Emilia została aresztowana w roku 1937 i zwolniona z obozu w roku 1945 z gruźlicą kręgosłupa. Zmarła w roku 1946.